# Ауд-Хеверле
Ауд-Хеверле (нидерл. Oud-Heverlee) — небольшая коммуна на юге провинции Фламандский Брабант (Лёвенский округ), Фландрия, Бельгия. Официальный язык — нидерландский. Ауд-Хеверле граничит с франкоязычной Валлонией на юге. Общая площадь коммуны составляет 31,14 км², плотность населения — 351 чел. на км². Общая численность населения — 10 937 чел. (1 января 2008, оценка).